# Xã Dublin, Quận Huntingdon, Pennsylvania
Xã Dublin (tiếng Anh: Dublin Township) là một xã thuộc quận Huntingdon, tiểu bang Pennsylvania, Hoa Kỳ. Năm 2010, dân số của xã này là 1.290 người.